# 羅璧 (作家)
羅璧（？年—約1279年前後在世），字子蒼，號默耕，宋末元初平江人，舉鄉貢，南宋亡隱居不仕。宋史無傳，生平事蹟無考。

## 著作
- 筆記《羅氏識遺》十卷（一名《識遺》)：成書於宋亡後入元時期，以考證經史疑義為主。